# Museo de Cera de Madrid
El Museo de Cera de Madrid es un museo que exhibe figuras y objetos modelados con cera en Madrid, España. Está localizado en el paseo de Recoletos, n.º 41.

## Historia
Fue inaugurado el 14 de febrero de 1972 por el entonces ministro de Información y Turismo, Alfredo Sánchez Bella.
Para construir el Museo, se llevó a cabo un trabajo de investigación, de selección, y de reconstrucción de escenarios y personajes, en el que participaron profesionales galardonados con Premio Oscar. Escultores, maquilladores, diseñadores de vestuario, decoradores e iluminadores del momento, pertenecientes a equipos de producción de cine, colaboraron en este proyecto. 
Finalmente, la primera figura, la del navegante Cristóbal Colón, vio la luz, y tras ella muchas más hasta las 450 que ocupan los escenarios que recrean el ambiente en que cada una de ellas ha vivido y vive. Estas figuras proceden de personajes ilustres de la Historia de España, y también internacional, de diferentes ámbitos: Historia (Felipe VI, Barack Obama), Artes (Pablo Neruda, Pablo Picasso) y Ciencia (Ramón y Cajal, Margarita Salas), Espectáculo (Plácido Domingo, Lola Flores), Terror (Drácula) e Infantil (Mortadelo y Filemón), entre otras representaciones.
Casi todos los personajes contemporáneos que se exhiben en las galerías del Museo están vestidos con indumentarias de cada uno de ellos, desde el general Franco al maestro compositor Joaquín Rodrigo pasando por la actriz Lina Morgan, el escritor Camilo José Cela, la actriz Carmen Sevilla, y los hermanos políticos cubanos Raúl y Fidel Castro.

## Colección

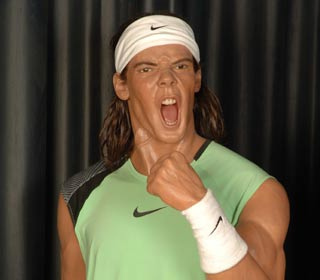
Estatua de cera de Rafa Nadal.

Además de exponer recreaciones de figuras públicas, simula distintos ambientes. Se trata de una combinación de espacios y sonidos. Asimismo, supone una manera de acercarse a la historia a través de sus más de 450 figuras. Hay personalidades de todas las épocas y de todas las disciplinas y profesiones entre la cuales se pueden encontrar deportistas, políticos, celebridades de ayer y de hoy, y personajes históricos como Cleopatra, Napoleón Bonaparte, los Reyes de las dinastías Austria y Borbón.
El museo ha puesto especial interés en reflejar el mundo infantil con la presencia de la Familia Simpson, Harry Potter, Mortadelo y Filemón y Blancanieves además de Frodo de El Señor de los Anillos.
Se puede apreciar que una de las galerías es la del crimen y sala del terror con personajes como el Conde Drácula, la Momia o Freddy Krueger.
El museo cuenta además con tres atracciones: el simulador que consiste en túneles helados, el centro de la tierra y el espacio; el tren del terror, que transporta al visitante al parque Jurásico, a la Taberna Galáctica, pasando por célebres asesinatos y otras sorpresas; y finalmente Multivisión que ofrece una visión de la Historia de España.